# Route nationale 695
Pour les articles homonymes, voir Route 695.
La route nationale 695, ou RN 695, est une ancienne route nationale française reliant Le Veurdre à Bourbon-l'Archambault, dans le département de l'Allier.

## Histoire
La RN 695 a été créée dans les années 1930 par transformation du Gc 13 (chemin de grande communication no 13, section du Veurdre à Limoise) et du Gc 1 (chemin de grande communication no 1, section de Limoise à Bourbon-l'Archambault) de l'Allier. Elle est définie en 1933 comme la route « du Veurdre à Bourbon-l'Archambault ».
À la suite de la réforme de 1972, elle a été déclassée en RD 13 du Veurdre à Limoise et en RD 1 de Limoise à Bourbon-l'Archambault.

## Tracé
- Le Veurdre
- Limoise
- Franchesse
- Bourbon-l'Archambault

## Sites remarquables
- Château de Bourbon-l'Archambault
- Thermes de Bourbon-l'Archambault